# Kaluža
Kaluža – wieś (obec) na Słowacji położona w kraju koszyckim, w powiecie Michalovce. Pierwsze wzmianki o miejscowości pochodzą z roku 1336. 
Według danych z dnia 31 grudnia 2012, wieś zamieszkiwały 364 osoby, w tym 180 kobiet i 184 mężczyzn.
W 2001 roku rozkład populacji względem narodowości i przynależności etnicznej wyglądał następująco:
- Słowacy – 96,88%
- Czesi – 0,26%
- Rusini – 0,26%
- Ukraińcy – 0,52%
- Węgrzy – 0,26%

Ze względu na wyznawaną religię struktura mieszkańców kształtowała się w 2001 roku następująco:
- Katolicy rzymscy – 21,3%
- Grekokatolicy – 67,01%
- Ewangelicy – 1,56%
- Prawosławni – 2,08%
- Ateiści – 3,12%
- Nie podano – 2,6%